# Wolfgang Kühnlenz
Wolfgang Kühnlenz (* 24. September 1925; † 26. Februar 2008 in Marquartstein) war ein deutscher Filmproduktionsleiter.

## Leben und Wirken
Kühnlenz startete seine Laufbahn zu Beginn der 50er Jahre als Aufnahmeleiter beim Kinofilm. In dieser Funktion war er in diesem Jahrzehnt an bekannten Filmen wie Roberto Rossellinis Angst mit Ingrid Bergman und Mathias Wieman, Kurt Hoffmanns Ich denke oft an Piroschka mit Liselotte Pulver und Helmut Käutners Monpti mit Romy Schneider und Horst Buchholz beteiligt. Seit Ende 1956 wirkte Kühnlenz auch als Regieassistent, anfänglich für einige Spitzeninszenierungen Hoffmanns (Bekenntnisse des Hochstaplers Felix Krull, Das Wirtshaus im Spessart, Wir Wunderkinder).
Bis 1963 blieb Kühnlenz Aufnahmeleiter, zuletzt bei den Edgar-Wallace-Filmen Der Zinker und Der schwarze Abt. Noch im selben Jahr, beginnend mit Alfred Vohrers Das indische Tuch, wirkte Wolfgang Kühnlenz als Produktionsleiter. In der Folgezeit, bis Herbst 1967, betreute Kühnlenz eine Reihe von weiteren Wallace-Verfilmungen sowie mehrere Karl-May-Adaptionen. Nach seiner Arbeit an Der Hund von Blackwood Castle wandte sich Kühnlenz vom Film ab und arbeitete mit Beginn der 70er Jahre nur noch für das Fernsehen. Dort wirkte er als Produktionsleiter auch an mehreren Hamburger Tatort-Krimis mit Kommissar Trimmel mit. 1980 beendete Kühnlenz seine Film- und Fernsehtätigkeit.

## Filmografie
als Produktionsleiter; bis 1968 Kino, danach Fernsehen
- 1963: Das indische Tuch
- 1964: Zimmer 13
- 1964: Wartezimmer zum Jenseits
- 1964: Das Verrätertor
- 1964: Winnetou 2. Teil
- 1964: Unter Geiern
- 1965: Der Ölprinz
- 1965: Old Surehand 1. Teil
- 1965: Winnetou 3. Teil
- 1966: Winnetou und das Halbblut Apanatschi
- 1966: Der Bucklige von Soho
- 1966: Winnetou und sein Freund Old Firehand
- 1966: Das Geheimnis der weißen Nonne (nur dt. Fassung)
- 1966: Das älteste Gewerbe der Welt (Le plus vieux métier du monde) (nur dt. Episode)
- 1967: Die blaue Hand
- 1967: Der Mönch mit der Peitsche
- 1967: Die Schlangengrube und das Pendel
- 1968: Der Hund von Blackwood Castle
- 1971: Tatort: Der Richter in Weiss (sein erster Tatort-Krimi)
- 1972: Tatort: Rechnen Sie mit dem Schlimmsten
- 1972: Erinnerung an einen Sommer in Berlin
- 1973: Ein Mittwoch im Juni
- 1973: Tatort: Platzverweis für Trimmel
- 1974: Tatort: Gift
- 1977: Frauen in New York
- 1978: Tatort: Trimmel hält ein Plädoyer
- 1980: Der Weg des Hans Monn, 3. Teil: Nach zehn Jahren Nervenklinik